# Рассел, Стюарт
Стюарт Джонатан Рассел (англ. Stuart J. Russell) — английский ученый в области искусственного интеллекта.
Стюарт Рассел родился в 1962 году в г. Портсмут, Англия. Он получил степень бакалавра искусств по физике с наградами первой степени в Оксфордском университете в 1982 году и степень доктора философии по информатике в Станфордском университете в 1986 году. Затем он перешел на факультет Калифорнийского университета в г. Беркли, где занял должность профессора компьютерных наук, директора предприятия Center for Intelligent Systems и заведующего кафедрой инженерного искусства Смита-Задэ.
В 1990 году он получил от фонда National Science Foundation премию Presidential Young Investigator Award, а в 1995 разделил первое место в
конкурсе Computers and Thought Award.
В 1996 году он победил на конкурсе Miller Research Professor в Калифорнийском университете, а в 2000 году был выдвинут на премию Chancellor’s Professorship.
В 1998 году он прочитал мемориальные лекции в память Форсита в Станфордском университете.
Рассел — член AAAI (American Association for Artificial Intelligence — Американская ассоциация искусственного интеллекта) и бывший член исполнительного совета этой ассоциации.
Им опубликовано больше 100 статей по широкому кругу проблем искусственного интеллекта. Он также является автором книг Use of Knowledge in Analogy and Induction, Do the Right Thing: Studies in Limited Rationality (написана в соавторстве с Эриком Вефолдом — Eric Wefald) и Artificial Intelligence: A Modern Approach (написана в соавторстве с Питером Норвигом — Peter Norvig).